# 애플 스튜디오 (제작사)
애플 스튜디오는 애플의 자회사인 미국 영화 및 TV 제작 회사이다. Apple의 디지털 비디오 스트리밍 서비스인 Apple TV+ 용 TV 시리즈 및 영화 개발 및 제작을 전문으로 한다.